# Fritz Weitzel

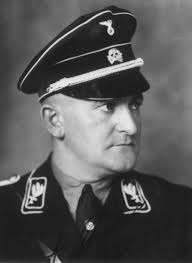
Fritz Weitzel als SS-Gruppenführer, 1933

Friedrich Philipp Weitzel (* 27. April 1904 in Frankfurt am Main; † 19. Juni 1940 in Düsseldorf) war ein deutscher Politiker (NSDAP), Polizeipräsident und SS-Obergruppenführer.

## Leben vor 1933
Nach einer Schlosserlehre war Weitzel in der Sozialistischen Arbeiter-Jugend aktiv. 1924 wurde er Mitglied der SA, 1925 trat er in die NSDAP (Mitgliedsnummer 18.833) ein. 1926 erfolgte Weitzels Aufnahme in die SS (SS-Nummer 408). Weitzels Karriere in SS und NSDAP war ungewöhnlich steil: Ende der 1920er Jahre bekleidete er Führungsfunktionen in der SS in Hessen-Nassau und später im Rheinland; am 18. November 1929 wurde er gemeinsam mit seinem Freund Sepp Dietrich zum SS-Standartenführer ernannt. Sie waren beide somit nach Kurt Wege-Berlin die dienstältesten SS-Führer. In der Reichstagswahl 1930 wurde Weitzel für die NSDAP in den Reichstag gewählt und im Dezember 1931 zum SS-Gruppenführer befördert. Am 12. Mai 1932 war Weitzel an einem tätlichen Angriff auf den Journalisten Helmuth Klotz im Restaurant des Reichstages beteiligt. Weitzel wurde zusammen mit drei weiteren NSDAP-Abgeordneten für 30 Tage aus dem Parlament ausgeschlossen; die Sitzung musste abgebrochen werden, da sich die Ausgeschlossenen weigerten, das Plenum zu verlassen. Am 14. Mai wurde Weitzel wie auch die NSDAP-Abgeordneten Wilhelm Stegmann und Edmund Heines vom Schnellschöffengericht Berlin-Mitte zu drei Monaten Gefängnis wegen gemeinschaftlicher Körperverletzung und tätlicher Beleidigung verurteilt.

## Karriere von 1933 bis 1940
Nach der „Machtergreifung“ der Nationalsozialisten wurde Weitzel am 1. Mai 1933 zum Polizeipräsidenten von Düsseldorf ernannt. Ohne jede adäquate Ausbildung, aber als überzeugter Nationalsozialist löste er den demokratischen Polizeipräsidenten und Verwaltungsjuristen Hans Langels ab, der vom preußischen Innenminister Hermann Göring in den frühzeitigen Ruhestand versetzt wurde. Durch Weitzel erfuhr der Nationalsozialismus im Raum Düsseldorf eine starke Brutalisierung. Er war von 1934 bis 1940 Führer des SS-Oberabschnitts West und forcierte zudem die Bindung der 1933 entstandenen Staatspolizeileitstelle Düsseldorf an die SS und ihren Sicherheitsdienst (SD). Ab September 1933 gehörte er dem Preußischen Staatsrat an und hatte die Gesamtleitung der Staatlichen Polizeibehörde mit Sitz im Polizeipräsidium. Am 9. September 1934 wurde er zum SS-Obergruppenführer befördert.
Weitzel beteiligte sich auch persönlich an Verhören und Folterungen in der Phase der „Machtergreifung“, wie dies beispielsweise von Wolfgang Langhoff in seinem Buch Die Moorsoldaten geschildert wird. Die in der lokalen Geschichtsschreibung bekannte „Razzia von Gerresheim“ am 5. Mai 1933 ging auf Weitzels Initiative zurück: Im Arbeiterquartier kam es zu äußerst brutalen Übergriffen durch Polizei, SS und SA; zahlreiche KPD-Mitglieder und Sozialdemokraten wurden gefangen genommen und öffentlich verhöhnt. Ab 1935/1936 bezog Weitzel eindeutige Stellung gegen den Katholizismus. Er verbot als Polizeipräsident Prozessionen und öffentliches Auftreten kirchlicher Gruppen in der Stadt und veröffentlichte eine Hetzschrift gegen katholische Priester und Ordensleute in der Phase der Sittlichkeitsprozesse gegen Ordensangehörige und Priester im Nationalsozialismus.
Ab 1938 wurde er von seinem Duzfreund Heinrich Himmler zum Höheren SS- und Polizeiführer „West“ (HSSPF) mit Sitz in Düsseldorf ernannt und hatte damit zeitweilig Zugriff auf über 200.000 Mann Polizei, SS und Sipo. Nach der Besetzung Norwegens durch deutsche Truppen wurde Weitzel im April 1940 HSSPF „Nord“ mit Sitz in Oslo. Sein Nachfolger als HSSPF West wurde der SS-Gruppenführer Theodor Berkelmann. Weitzel starb bei einem Luftangriff auf Düsseldorf, als er sich auf Heimaturlaub befand: In der Nähe des Martin-Luther-Platzes wurde der stark alkoholisierte Weitzel von einer Bombe getroffen, nachdem er unvorsichtigerweise aus seinem Dienstwagen ausgestiegen war. Den Posten des HSSPF Nord mit Sitz in Oslo übernahm ab Juni 1940 Friedrich Wilhelm Redieß. Das Begräbnis in Düsseldorf war ein nationalsozialistisch inszenierter Trauerakt, an dem auch der Chef der Ordnungspolizei SS-Obergruppenführer Kurt Daluege, der rheinische Oberpräsident und Reichskommissar von Norwegen, Josef Terboven sowie NSDAP-Gauleiter Friedrich Karl Florian teilnahmen. Die SS-Standarte 20 (Düsseldorf) erhielt schon zwei Tage nach Weitzels Tod, am 21. Juni 1940, durch Führerbefehl den Ehrennamen SS-Standarte Fritz Weitzel. Weitzels Nachfolger als Polizeipräsident wurde sein Stellvertreter August Korreng, sein Nachfolger als HSSPF Nord wurde Wilhelm Redieß, der ebenfalls in Düsseldorf Dienst in der 20. SS-Standarte getan hatte.

## Schriften von Fritz Weitzel
- Die Gestaltung der Feste im Jahres- und Lebenslauf in der SS-Familie. Mit 5 Fotos und Liedern, Hrsg. SS-Oberabschnitt West, Düsseldorf 1935. ff. Völk. Verlag, Wuppertal 1940; Neudruck Dt. Druckerei, Prag 1941. Reprint 2019.
- An ihren Taten sollt ihr sie erkennen! 90 Artikel der Rheinischen Landeszeitung aus der Zeit November 1933 – Juli 1936. Mönchengladbach 1936[8]
- Erläuterungen der Ordensgesetze der SS, hrsg. im Auftrag des SS-Oberabschnitts West. Düsseldorf/Wuppertal 1938.

## Auszeichnungen
- Medaille zur Erinnerung an den 13. März 1938
- Medaille zur Erinnerung an den 1. Oktober 1938
- Deutsches Schutzwall-Ehrenzeichen
- Goldenes Parteiabzeichen der NSDAP
- Dienstauszeichnung der NSDAP in Silber
- SA-Sportabzeichen in Gold
- Ehrendegen des Reichsführers SS
- Totenkopfring der SS